# 글리니케교

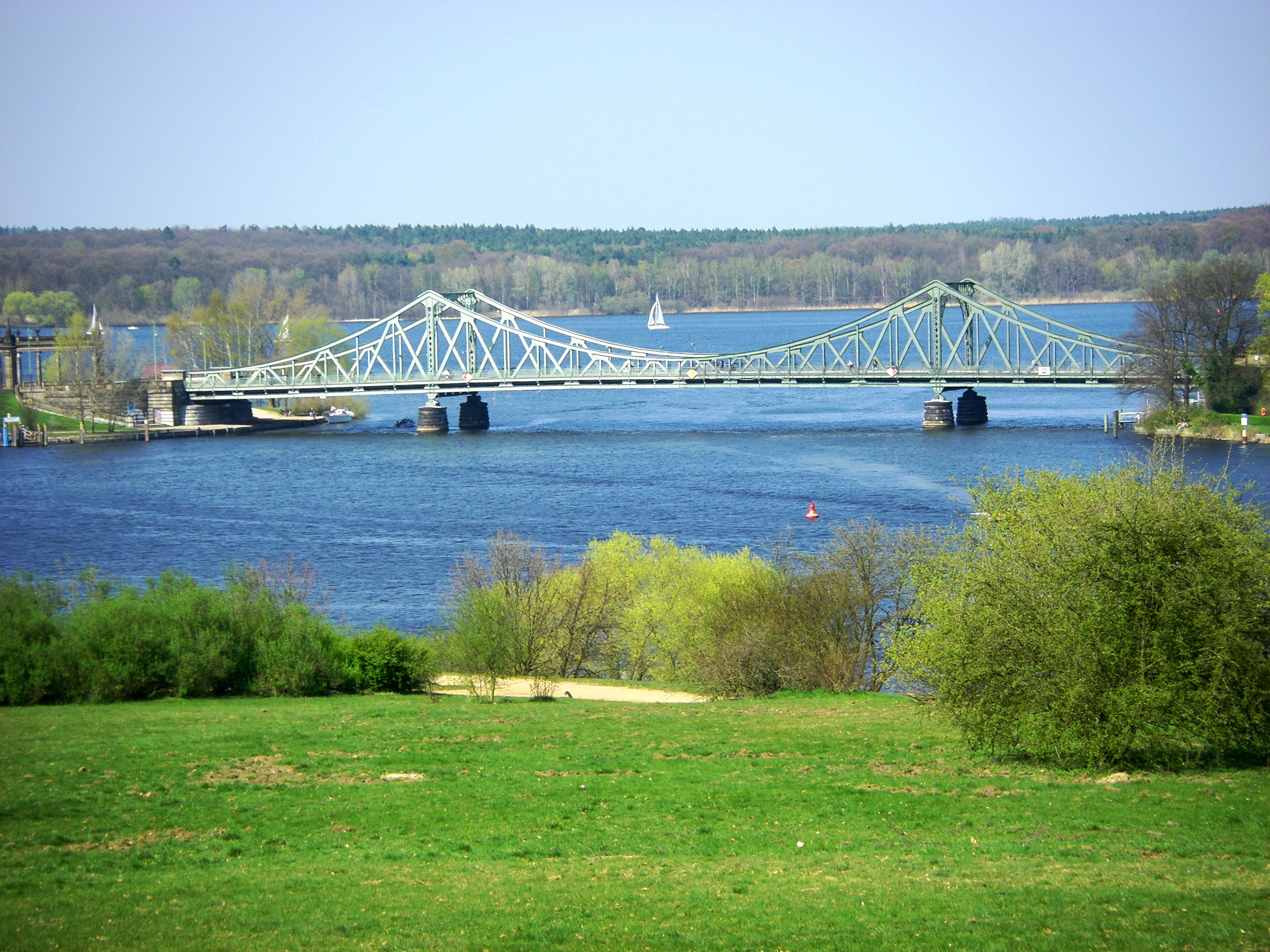
포츠담과 베를린을 연결하는 글리니케 교

글리니케 교(독일어: Glienicker Brücke)는 독일 하펠강 위에 있는 교량이다. 브란덴부르크주의 포츠담과 베를린의 반제를 잇는다. 교량명은 근처의 글리니케 궁전에서 따온 것이다.
1962년 소련에 억류중이던 프랜시스 게리 파워스와 미국에 억류중이던 KGB 요원 루돌프 아벨을 이 교량에서 교환한 것이 대표적으로 냉전 시대 내내 여러 차례 동서 양방의 간첩 교환 장소로 사용되었다. 그래서 간첩의 다리(Bridge of Spies)라는 별명이 있다.

## 글리니케 교를 소재로 한 작품

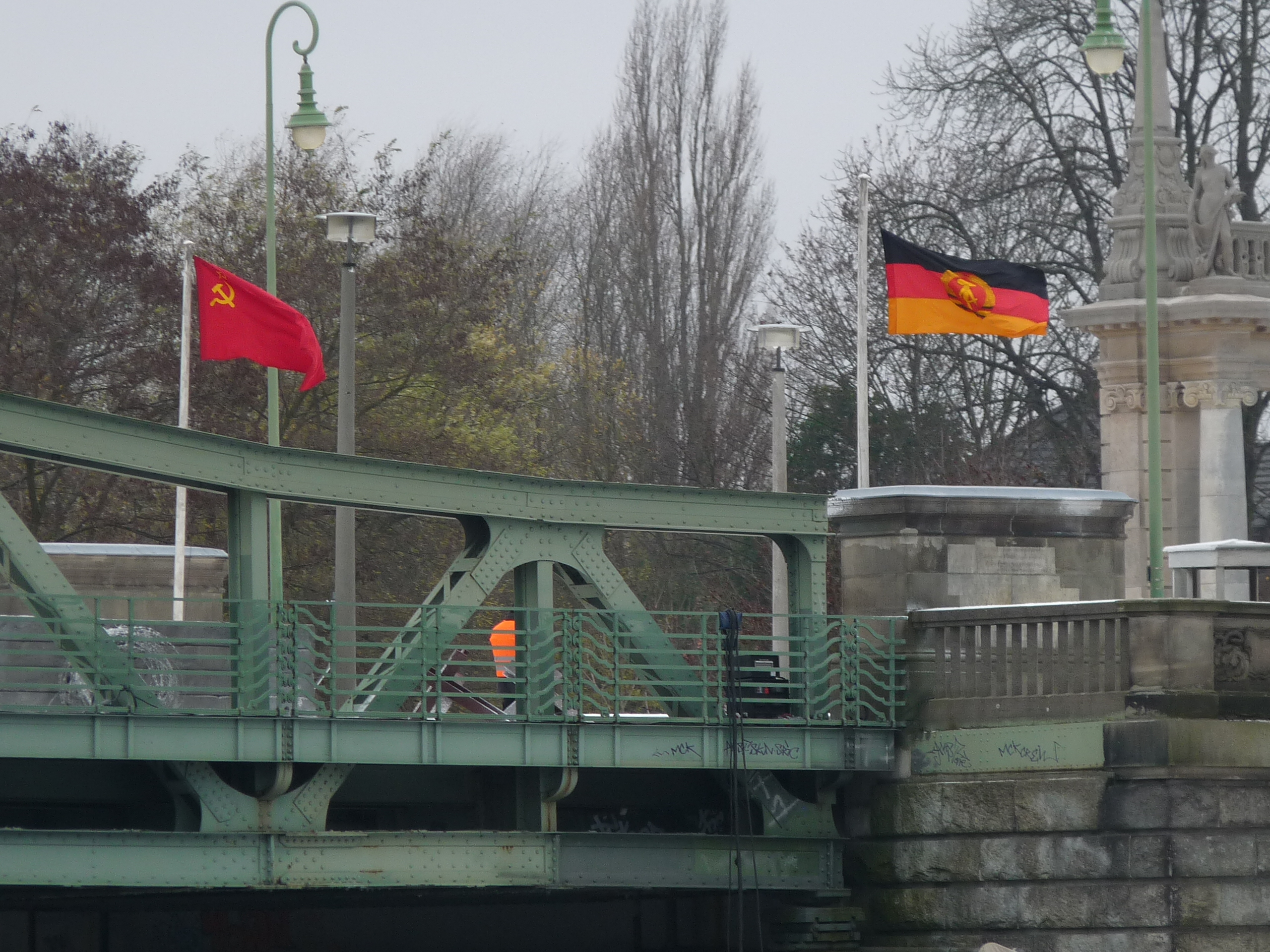
2015년 《스파이 브릿지》를 촬영중인 글리니케 교

- 톰 행크스가 주연을 맡은 2015년 공개된 영화 《스파이 브릿지》에서는 프랜시스 게리 파워스와 루돌프 아벨을 교환하는 곳으로 등장한다.

## 같이 보기
- 돌아오지 않는 다리